# Bo Burnham
Bo Burnham (født 21. august 1990 i Massachusetts) er en amerikansk sanger, sangskriver, rapper, komiker og filminstruktør. Han er født i Hamilton, Massachusetts, USA. Burnham gik viral første gang med sangen og den dertilhørende musikvideo "My Whole Family", som han i 2006 lagde op på videodelingsplatformene YouTube og Break.com. Siden har internetkomikeren udgivet en lang række videoer ofte med selvskrevne sange som omdrejningspunkt. Bo Burnham har i dag 460 millioner afspilninger og 3,14 millioner abonnementer på YouTube.
Siden Burnhams karriere på YouTube har han turneret med flere stand up-shows, hvor Comedy Central Presents: Bo Burnham (2009), Words, Words, Words (2010), What. (2013), Make Happy (2016) og Inside (2021) er udgivet på DVD og streaming. Derudover har Burnham spillet med i flere Tv-serier og film, ligesom han selv har skrevet og instrueret ungdomsfilmen ”Eighth Grade” (2018).

## Privatliv
Bo Burnham er født med navnet Robert Pickering Burnham i Hamilton, Massachusetts d. 21. august 1990. Han er søn af sygeplejerske Patricia og Scott, der ejer et byggefirma. Bo Burnham har to søskende, og gået på en katolsk high school. Han har en kort overgang gået på New York University, hvor han læste eksperimentel teater, men droppede ud, da han tog på standup-turne i 2009.
Bo Burnham danner par med manuskriptforfatteren og filminstruktøren Lorene Scafaria.

## Karriere
Bo Burnham slog igennem som komiker på videoplatformene YouTube og Break.com i 2006. Da han på internettet publicerede for første gang, var det ikke med hensigten om at blive kendt men blot at kunne dele et par videoer med sin bror, der var flyttet på kollegie. Flere af Burnhams videoer gik imidlertid viralt, og det kom bag på ham. På daværende tidspunkt gik Bo Burnham stadig i skole, men dér var alt normalt den nyfundne kendisstatus på internettet på trods.

### Fra YouTube til anerkendt komiker (2006-2013)
Bo Burnham blev i 2007 kontaktet af Douglas Edley, som blev hans agent. Edley repræsenterer andre store komikere såsom Drew Carey og Dave Chappelle. I 2008 udkom Burnham med sin første EP udgivet af Comedy Central, som han skrev kontrakt med. Burnham optrådte desuden på Comedy Centrals Tv-kanal med et 20-minutter langt standup-show.
Judd Apatow, der er kendt for at instruere komediefilm i Hollywood, samarbejdede i et par år med Bo Burnham om en ’anti-High School Musical’-film, der dog aldrig blev til andet end et manuskript. I 2009 udgav han albummet Bo Burnham, bestående af nye og gamle sange fra YouTube.
Året efter, i 2010, optog Burnham i samarbejde med Comedy Central sin første special, der også udkom på album med titlen Words, Words, Words. Det ledte videre til en kontrakt med MTV, der hyrede Bo Burnham til at skrive en Tv-serie til Tv-kanalen. Bo Burnham skulle desuden spille hovedrollen i Zach Stone Is Gonna Be Famous, men MTV valgte ikke at producere flere end en sæson pga. for lave seertal.

### Standup og angstanfald (2013-2018)
Næste skridt for Burnham var hans anden special, What., fra 2013. Denne gang producerede Netflix, men standup-showet ligger ydermere gratis tilgængeligt på YouTube. På det sociale medie Reddit har han udtalt, at det tog tre år at skrive What.
På dette tidspunkt var Bo Burnham begyndt at opleve en række angstanfald, hvoraf de fleste fandt sted på scenen, mens han optrådte. Burnham har siden forklaret, at han troede anfaldene var tegn på sceneskræk og ikke en længerevarende sygdom som angst. Sideløbende var Burnham aktiv på det sociale medie Vine, ligesom han gæsteoptrådte i film og på TV såsom i filmen Adventures in the Sin Bin fra 2012 og et afsnit af TV-serien Parks and Recreation i 2014.
I 2015 turnerede han med endnu et standup-show, der ligesom What. også blev udgivet på Netflix. Make Happy kommenterede på emner fra popkultur og psykisk sygdom til sociale medier, og showet fik rosende ord med på vejen af kritikerne. Til dato (september 2022) blev Make Happy Burnhams sidste standup-show i traditionel forstand.

### Burnham bliver et respekteret navn i Hollywood (2018-)
Bo Burnham skrev manuskriptet til filmen Eighth Grade med udgangspunkt i sine egne erfaringer med angst. I filmen følger man Kayla, en akavet 13-årig pige, der balancerer det sociale liv i skolen med sin egen usikkerhed. Filmen, som Burnham selv instruerede, fik premiere i 2018 og blev modtaget særdeles positivt af filmkritikerne, der brugte ord som ”mesterværk” og beskrev filmen som ”tydeligvis lavet af en filmskaber, der har lyttet til sine unge subjekter”.
I perioden 2015 til 2020 har Bo Burnham spillet med i filmene Promising Young Woman, Rough Night og The Big Sick, ligesom han også har gæsteoptrådt i Tv-serierne Comrade Detective, We Bare Bears, Key and Peele og Kroll Show.
Da samfundene rundt omkring i verden ændrede sig som følge af Coronavirus-pandemien, valgte Bo Burnham at optage en særlig special fra sit hus i Los Angeles, Californien, USA. Ligesom hans første tid på YouTube er Inside optaget, instrueret, klippet og produceret af Bo Burnham selv. I Inside behandler Burnham på kreativ vis sin tid under nedlukningen, trends på de sociale medier og sin egen angst. Ifølge The Guardians skribent sætter Inside standarden for Corona-kunst. Et år efter udgivelsen offentliggjorde Burnham en times fraklip og testoptagelser på sin YouTube-kanal samt et deluxe album med musik fra både Inside og The Inside Outtakes.
Rettighederne til et filmmanuskript med titlen Gay Kid and Fat Chick skrevet af Bo Burnham er købt af Hollywood-produktionsselskabet Paramount Pictures i 2013, og det skulle eftersigende stadig være aktuelt for filmstudiet at producere. Kontrakter er blevet skrevet med instruktøren Amy York Rubin og skuespillerne Danielle Macdonald og Jaboukie Young-White. Filmen er dog stadig ikke i produktionsstadiet endnu.

## Arbejde
Siden sin begyndelse på YouTube har Bo Burnham udgivet fem comedy specials og hvoraf flere er udgivet i sammenhæng med Burnhams fem albums. Han har desuden optrådt i en række film og TV-serier, ligesom han har udgivet en digtsamling.

### Comedy specials
| År   | Titel                   | Ref.   |
| ---- | ----------------------- | ------ |
| 2009 | Comedy Central Presents | [ 29 ] |
| 2010 | Words, Words, Words     | [ 30 ] |
| 2013 | what.                   | [ 31 ] |
| 2016 | Make Happy              | [ 32 ] |
| 2021 | Inside                  | [ 33 ] |

### Turnéer
| År      | Titel                       | Ref.   |
| ------- | --------------------------- | ------ |
| 2009    | Bo Burnham: Fake ID Tour    | [ 34 ] |
| 2010    | Bo Burnham and (No) Friends | [ 35 ] |
| 2011–12 | Bo Burnham Live             | [ 36 ] |
| 2013    | Bo Burnham: what. Tour      | [ 37 ] |
| 2015–16 | Bo Burnham: Make Happy Tour | [ 38 ] |

### Diskografi
| År   | Titel               | Noter        | Pladeselskab           | Ref.   |
| ---- | ------------------- | ------------ | ---------------------- | ------ |
| 2008 | Bo fo Sho           | EP album     | Comedy Central Records | [ 39 ] |
| 2009 | Bo Burnham          | Studio album | Comedy Central Records | [ 40 ] |
| 2010 | Words, Words, Words | Studio album | Comedy Central Records | [ 41 ] |
| 2013 | what.               | Studio album | Comedy Central Records | [ 42 ] |
| 2021 | Inside (The Songs)  | Studio album | Self-released          | [ 43 ] |
| 2022 | Inside (Deluxe)     | Studio album | Self-released          | [ 44 ] |
| 2022 | The Inside Outtakes | Studio album | Self-released          | [ 45 ] |

### Filmografi

#### Film
| År   | Titel                     | Rolle                 | Noter                    | Ref.   |
| ---- | ------------------------- | --------------------- | ------------------------ | ------ |
| 2009 | American Virgin           | Rudy                  |                          | [ 46 ] |
| 2009 | Funny People              | Yo Teach! cast member |                          | [ 46 ] |
| 2011 | Hall Pass                 | Bartender             |                          | [ 47 ] |
| 2012 | Adventures in the Sin Bin | Tony                  |                          | [ 48 ] |
| 2017 | The Big Sick              | CJ                    |                          | [ 49 ] |
| 2017 | Rough Night               | Tobey                 |                          | [ 50 ] |
| 2018 | Eighth Grade              | N/A                   | Instruktør og manuskript | [ 51 ] |
| 2020 | Promising Young Woman     | Ryan Cooper           |                          | [ 52 ] |

#### Tv
| År   | Titel                         | Rolle        | Noter                                                               | Ref.   |
| ---- | ----------------------------- | ------------ | ------------------------------------------------------------------- | ------ |
| 2013 | Zach Stone Is Gonna Be Famous | Zach Stone   | 12 episodes og medskaber, manuskriptforfatter og executive producer | [ 53 ] |
| 2014 | Parks and Recreation          | Chipp McCapp | Episode: "Flu Season 2"                                             | [ 54 ] |
| 2015 | Key and Peele                 | Lyle         | Episode: "A Cappella Club"                                          | [ 55 ] |
| 2015 | Kroll Show                    | Diz          | 2 episoder                                                          | [ 56 ] |
| 2016 | We Bare Bears                 | Andrew Bangs | Voice; Episode: "Nom Nom's Entourage"                               | [ 57 ] |
| 2017 | Comrade Detective             | Sergiu       | Stemme; Episode: "The Invisible Hand"                               | [ 58 ] |
| 2017 | Jerrod Carmichael: 8          | N/A          | Instruktør og executive producer; Stand-up special                  | [ 59 ] |
| 2018 | Chris Rock: Tamborine         | N/A          | Instruktør ; Stand-up special                                       | [ 60 ] |

## Awards og priser
Burnham har vundet priser for sin film Eight Grade og komedie-specialen Inside og har været nomineret sin rolle i filmen Promising Young Woman. Han har vundet tre Emmy-priser og en Grammy-pris.
| År   | Pris                             | Kategori                                                                           | Projekt                                 | Resultat  | Ref.          |
| ---- | -------------------------------- | ---------------------------------------------------------------------------------- | --------------------------------------- | --------- | ------------- |
| 2018 | Boston Society of Film Critics   | Best New Filmmaker                                                                 | Eight Grade                             | Vundet    | [ 64 ]        |
| 2018 | Chicago Film Critics Association | Best Original screenplay                                                           | Eight Grade                             | Nomineret | [ 65 ]        |
| 2018 | Chicago Film Critics Association | Most Promising Filmmaker                                                           | Eight Grade                             | Nomineret | [ 65 ]        |
| 2018 | Directors Guild of America Award | Outstanding Directing – First-Time Feature Film                                    | Eight Grade                             | Vundet    | [ 66 ]        |
| 2018 | Independent Spirit Awards        | Best First Screenplay                                                              | Eight Grade                             | Vundet    | [ 67 ]        |
| 2018 | National Board of Review         | Best Directorial Debut                                                             | Eight Grade                             | Vundet    | [ 68 ]        |
| 2018 | New York Film Critics Circle     | Best First Film                                                                    | Eight Grade                             | Vundet    | [ 69 ]        |
| 2018 | San Diego Film Critics Society   | Best Director                                                                      | Eight Grade                             | Nomineret | [ 70 ]        |
| 2018 | San Diego Film Critics Society   | Best Original Screenplay                                                           | Eight Grade                             | Vundet    | [ 70 ]        |
| 2018 | San Diego Film Critics Society   | Best Breakout Artist                                                               | Eight Grade                             | Nomineret | [ 70 ]        |
| 2018 | Sundance Film Festival           | Grand Jury Prize                                                                   | Eight Grade                             | Nomineret | [ 71 ]        |
| 2019 | Writers Guild of America Award   | Best Original Screenplay                                                           | Eight Grade                             | Vundet    | [ 72 ]        |
| 2020 | Hollywood Critics Association    | Best Supporting Actor                                                              | Promising Young Woman                   | Nomineret | [ 73 ]        |
| 2021 | Hollywood Critics Association    | Best Streaming Sketch Series, Variety Series, Talk Show, or Comedy/Variety Special | Bo Burnham: Inside                      | Vundet    | [ 74 ]        |
| 2021 | Primetime Emmy Awards            | Outstanding Variety Special (Pre-Recorded)                                         | Bo Burnham: Inside                      | Nomineret | [ 75 ]        |
| 2021 | Primetime Emmy Awards            | Outstanding Directing For A Variety Special                                        | Bo Burnham: Inside                      | Vundet    | [ 75 ]        |
| 2021 | Primetime Emmy Awards            | Outstanding Writing For A Variety Special                                          | Bo Burnham: Inside                      | Vundet    | [ 75 ]        |
| 2021 | Primetime Emmy Awards            | Outstanding Picture Editing for Variety Programming                                | Bo Burnham: Inside                      | Nomineret | [ 75 ]        |
| 2021 | Primetime Emmy Awards            | Outstanding Music Direction                                                        | Bo Burnham: Inside                      | Vundet    | [ 75 ]        |
| 2021 | Primetime Emmy Awards            | Outstanding Original Music And Lyrics                                              | Bo Burnham: Inside                      | Nomineret | [ 75 ]        |
| 2022 | Grammy Awards                    | Best Music Film                                                                    | Bo Burnham: Inside                      | Nomineret | [ 76 ] [ 77 ] |
| 2022 | Grammy Awards                    | Best Song Written for Visual Media                                                 | "All Eyes on Me" fra Bo Burnham: Inside | Vundet    | [ 76 ] [ 77 ] |
| 2022 | Libera Award                     | Best Outlier Record                                                                | Inside (The Songs)                      | Undervejs | [ 78 ]        |